# 濕地葦鶯
濕地葦鶯是一種歸類於葦鶯科的舊大陸鶯。它在歐洲溫帶和古北界西部地區繁殖，主要於非洲東南部度過冬季。此鳥以將多種其他鳥類的鳴叫聲模仿融入其歌曲中而聞名。
濕地葦鶯在多種潮濕的生態環境中繁殖，但在非洲的冬季，它則主要棲息於乾燥、植被茂密的地區。它在大部分繁殖範圍內非常常見，且在某些地區，其分佈範圍正在擴大。然而，在英國，作為繁殖鳥類，濕地葦鶯已近乎滅絕，儘管其數量下降的原因尚未清楚。 這種以昆蟲為食的鶯類，雖然容易與其幾種近親混淆，但雄性濕地葦鶯模仿其他鳥類的獨特歌聲，讓它顯得別具一格。

## 分類
濕地葦鶯由德國博物學家約翰·馬托伊斯·貝希斯坦於1798年首次在生物學上作正式描述，其學名為Motacilla s. Sylvia palustris。濕地葦鶯的模式產地位於德國。現時，濕地葦鶯被歸類於葦鶯屬中，此屬由約翰·安德烈亞斯·瑙曼和他的兒子約翰·弗里德里希·瑙曼於1811年引入，該屬包含大約40個物種。 葦鶯屬的屬名Acrocephalus源自古希臘語 akros，意為「最高」，和kephale，意為「頭」。可能諾曼父子誤解akros為「尖頭」。種名palustris則源自拉丁語，意為「沼澤的」。此物種被認為是單型種，沒有顯著的地理變異。

## 描述
濕地葦鶯是一種中等大小的鶯類，外觀上與其他幾種葦鶯特別相似，例如蘆葦鶯，二者皆會出現在濕地且有相似的繁殖範圍。雄性濕地葦鶯的獨特歌聲對於鑑別非常有用，因為葦鶯屬的其他物種沒有顯著的模仿其他鳥類的特性。濕地葦鶯傾向於避免純蘆葦的生長地，這是蘆葦鶯所偏好的棲息地。 雌雄濕地葦鶯在外觀上相似。偶爾會記錄到與蘆葦鶯和布萊斯葦鶯雜交的情況。
濕地葦鶯最著名的是雄性發出的高度模仿性的歌曲，而雌性也會偶爾發出。每隻雄性濕地葦鶯在其歌曲中融合了多種其他鳥類的模仿聲。最常被模仿的是其他雀形目鳥類，但也被記錄到了其他類型鳥類的叫聲，例如涉禽、犀鳥和鴿。大致上，每一雄性鳥類的鳴唱中，平均結合了約75種不同物種的模仿音，而非洲物種的模仿聲比北半球的來得多。所有學習過程顯然都在夏季進行，此時這些鳥類正在歐洲或亞洲孵化，以及它們在非洲度過的第一個冬天。在隨後的年份裡，即使聽到其他的鳥鳴，也不會再被加入鶯鳥的鳴唱曲目中。雌性鶯鳥可能發出的是簡單的，非模仿性的歌聲，同時也會發出一系列的其他叫聲。

## 分佈和棲息地

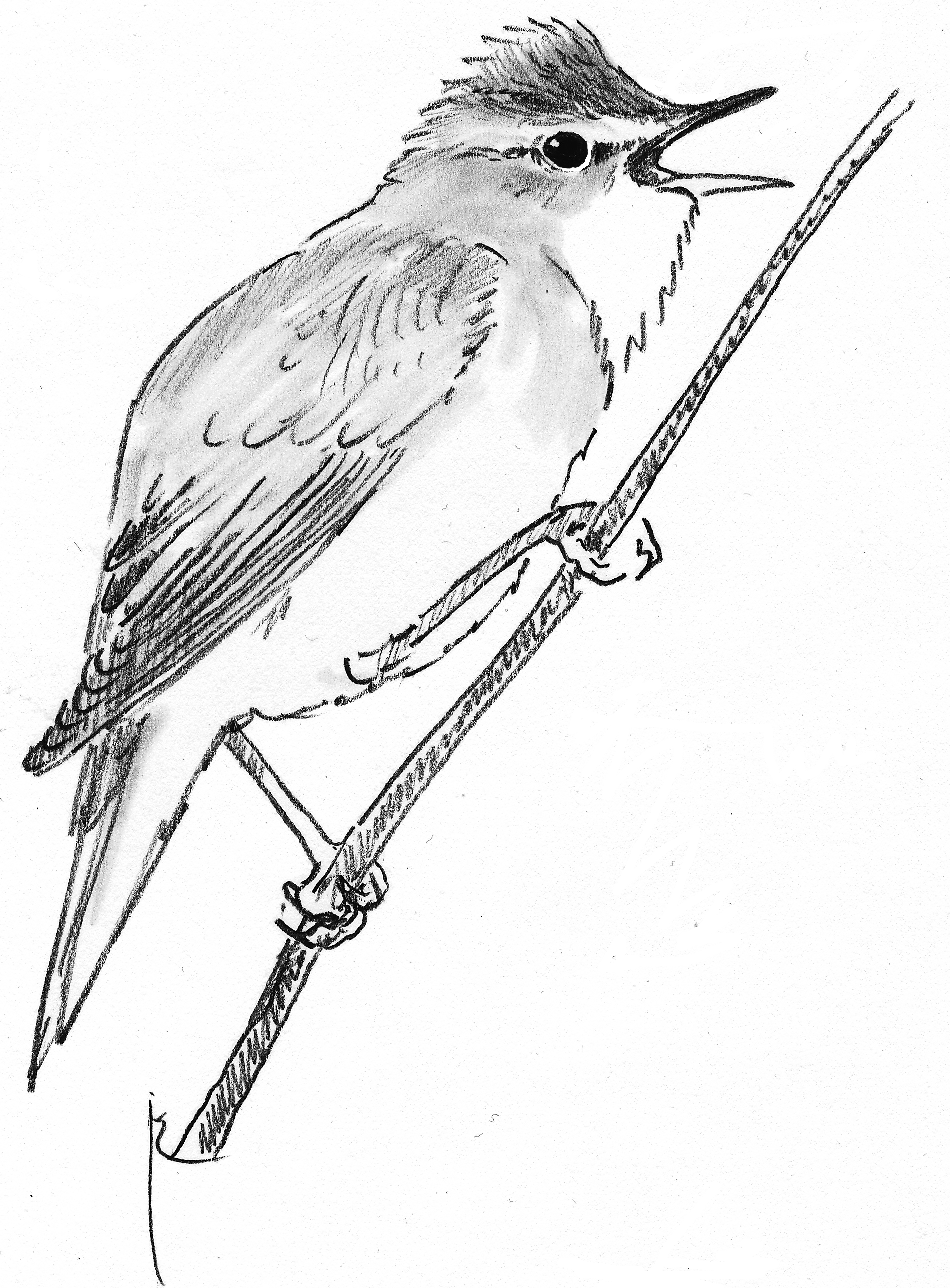
約斯·茲瓦爾茨繪製的圖

濕地葦鶯在歐洲與西亞的中緯度地區繁殖，其活動範圍自英吉利海峽延伸至東經約70度。它主要棲息於具有大陸性氣候的地區，但也在英國與法國北部繁殖，或曾經繁殖過。它通常是一種低地鳥類，但最高可出現在格魯吉亞海拔3000米處。近年來，其分布範圍已擴展至北端，越來越多的鳥類在斯堪地納維亞與俄羅斯西北部繁殖。在愛爾蘭偶爾能聽到雄性的鳴唱，最近一次記錄是在2017年。
在西歐，濕地葦鶯主要在潮濕或季節性水淹的土壤上的高大草本植物中繁殖，特別是蕁麻、旋果蚊子草、柳葉菜和幼小的柳樹等低矮木本植物。在城市棕地，若植被適合，它也可能在此繁殖，像是柏林，或在耕地中。在它的分布範圍東部，它在有灌木的乾燥山坡和開闊的森林地帶繁殖，同時也在西部常見的潮濕地繁殖。
濕地葦鶯主要在非洲東南部度冬，自南非的開普省至尚比亞與馬拉威北部。它利用一連串植被茂盛的棲息地，從潮濕的灌木叢到密集的灌木叢與林緣，最高海拔可達2400米。濕地葦鶯往往經由中東從歐洲遷徙至非洲，許多鳥類穿越阿拉伯並在蘇丹的紅海海岸登陸。成鳥通常在幼鳥獨立後不久便離開繁殖地，幼鳥則約兩周後隨之而行。在紅海海岸，大多數鳥類在8月中旬至9月中旬到達，成鳥數量在8月達到巔峰，而幼鳥則在9月達到巔峰。鳥類往往在東北或東非的某處度過大部分秋季，隨後再繼續向南遷徙，於12月或1月抵達越冬地。
春天時，濕地葦鶯在3月或4月離開越冬地。它們的遷徙路線大致上與秋季相似。那些繁殖在東南歐，如黑海沿岸的鳥類，可能在4月下旬抵達該地。在其它地區，大多數鳥類直到5月中旬才抵達。在分布範圍的西部與北部邊緣，如在英國，鳥類通常在5月底或6月初才抵達。
作為一種迷鳥，該物種在冰島與馬德拉也有記錄。

## 行為

### 繁殖

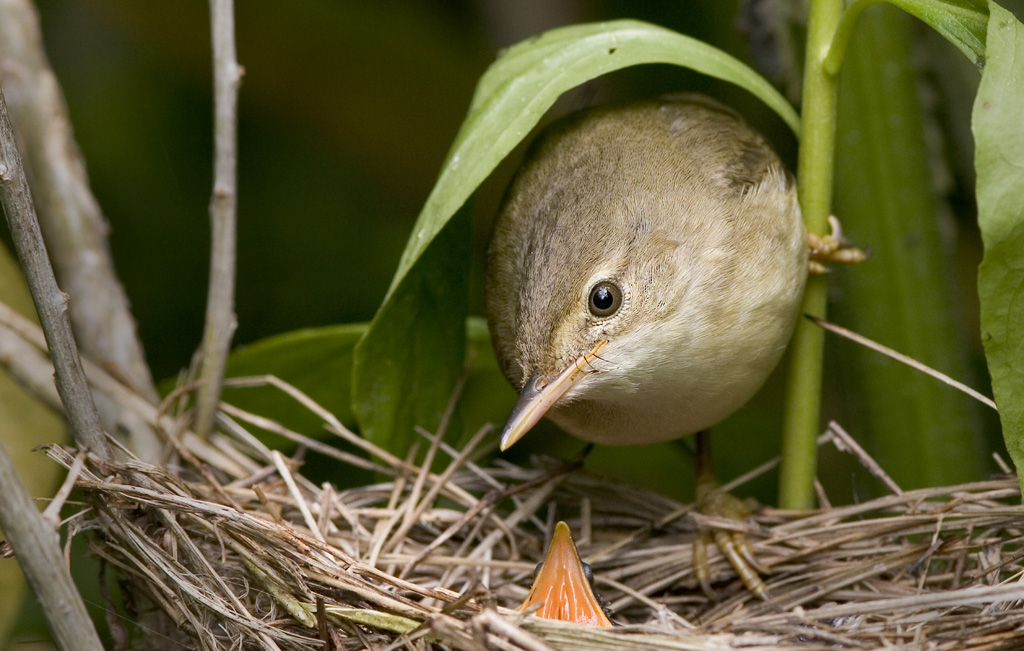
濕地葦鶯與布穀鳥雛鳥

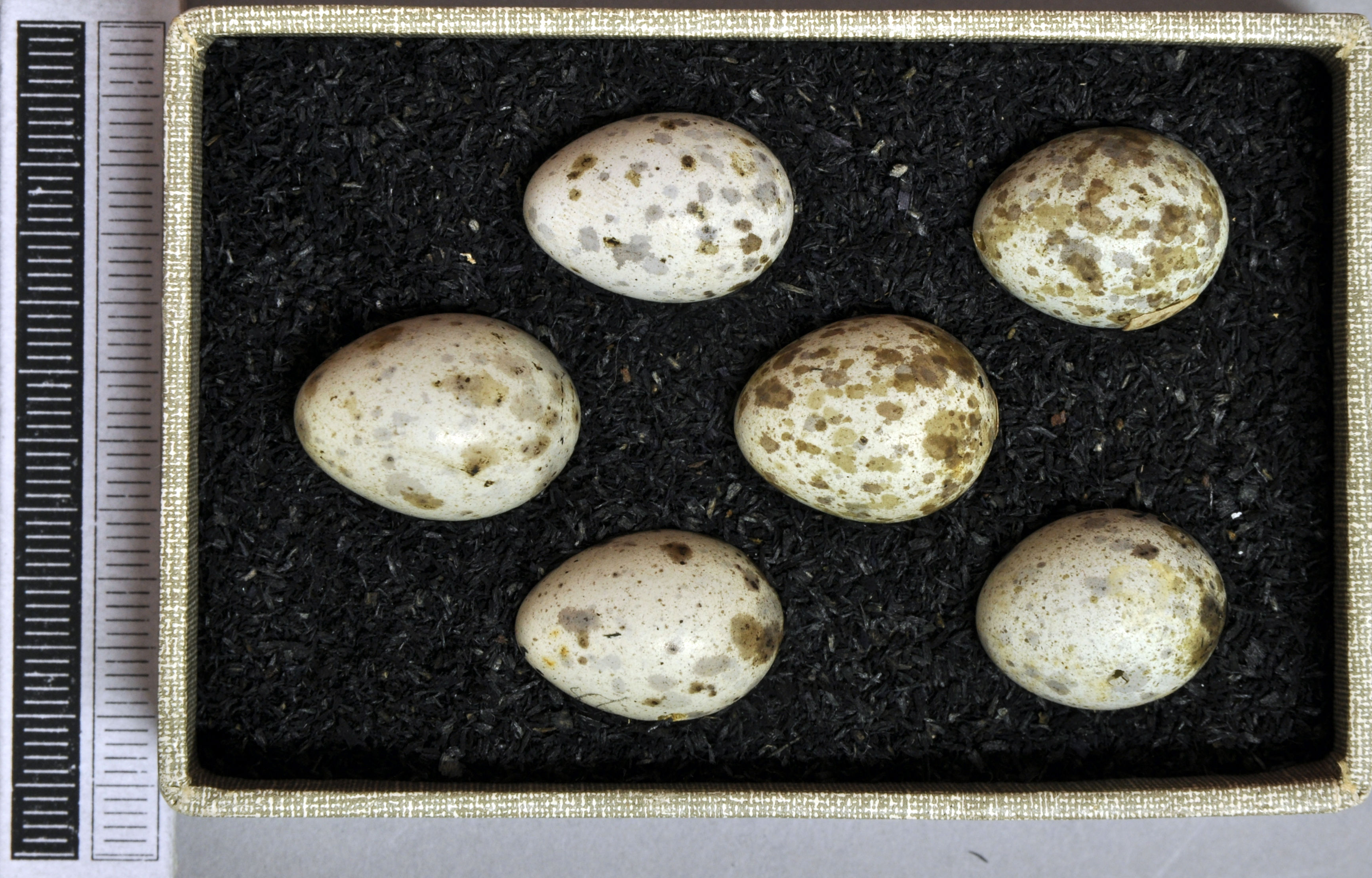
濕地葦鶯的蛋

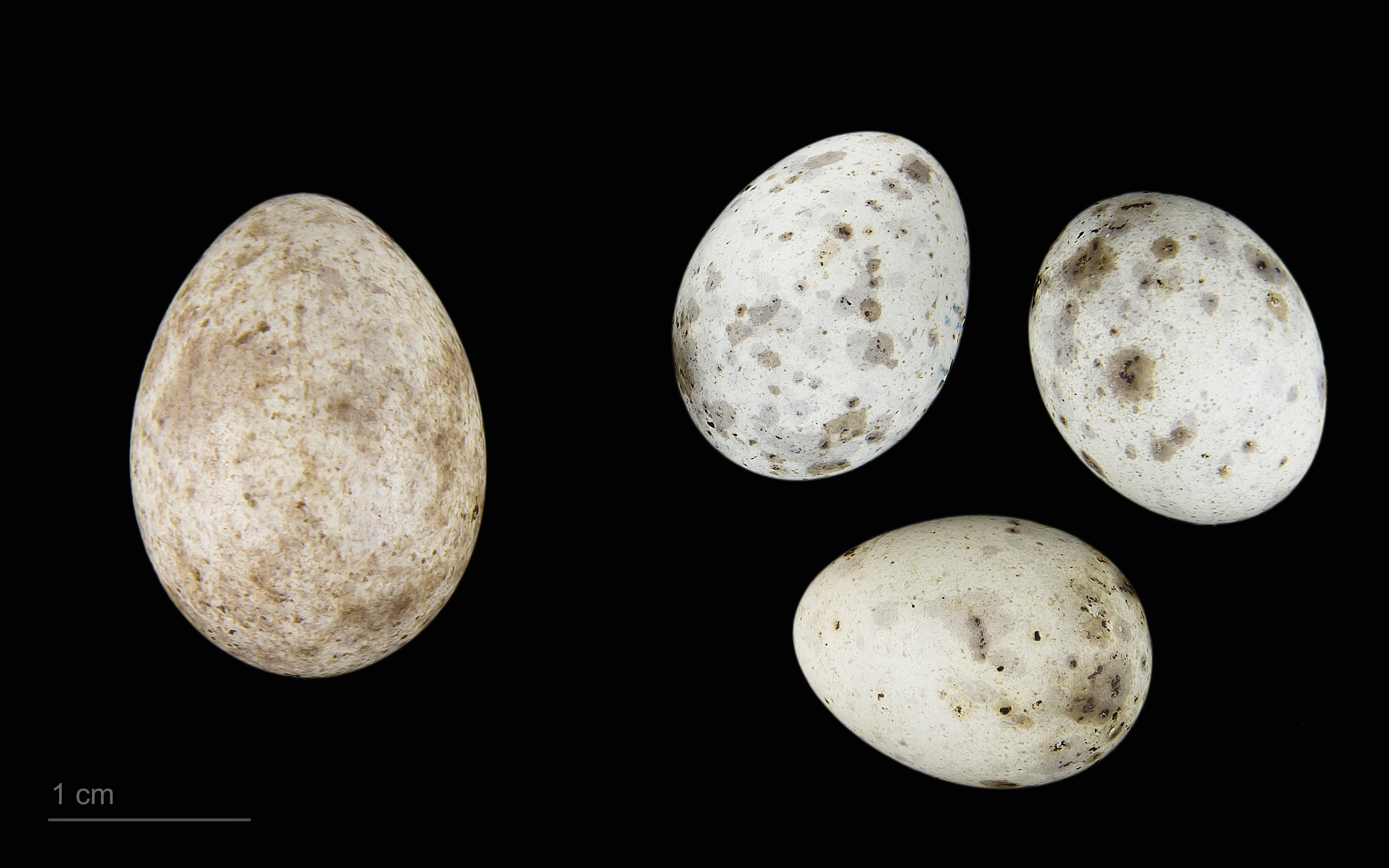
布穀鳥的蛋被放入濕地葦鶯的蛋之中

濕地葦鶯通常採一夫一妻制，每年傾向於選擇新伴侶，且不一定會在同一地區連續繁殖兩年。在繁殖季節，牠們展現出領域性，但領域通常組成鬆散的殖民地。在非洲，牠們主要為獨居，並會在某程度上捍衛自己的領域。 究竟所在，濕地葦鶯會建造一個杯狀的巢，主要由樹葉和植物莖構成，通常位於濃密的植被中，高度不固定。每次繁殖，母鳥會產下三到六顆蛋。雄雌雙方都會共同參與飼養雛鳥。 在歐洲大陸，此物種的繁殖季節較為簡短，大約為52至55天。在某些地區，例如保加利亞，濕地葦鶯常遭受布穀鳥的巢寄生現象，即布穀鳥會將自己的蛋放入濕地葦鶯的巢中，由濕地葦鶯代為孵化撫育。

### 食物與覓食
濕地葦鶯主要以昆蟲為食糧，同時也會捕捉一些蜘蛛，甚至攝取少量蝸牛。牠通常會在植被中尋找食物，偶爾也會在地面或空中捕食。在秋季，濕地葦鶯可能會攝取少量的漿果。現階段，對於其在非洲的飲食情況雖無詳細研究，但已知其冬季的覓食方法與其他季節類似。

## 保育
據全球估計，濕地葦鶯的種群數量正在上升，因此國際自然保護聯盟將其評定為無危物種。目前此物種的總數量估計約為一千萬至兩千七百萬隻。
在英國，該物種歷來分佈並非廣泛，自1930年代以來，在許多地區已消失無蹤。到1970年代，濕地葦鶯只在烏斯特郡有顯著數量的繁殖記錄，每年約有40至70對鳥類繁殖。到1990年代末，這一族群實際上已經滅絕。自1970年代和1980年代起，東南英格蘭開始形成一個極小的族群。然而，這一族群目前也瀕臨滅絕。雖然在英國有許多適合該物種的棲息地，但導致這一族群數量持續下降的原因目前尚未完全明確。該物種的生物多樣性行動計劃進一步指出，除了保護已知繁殖地的棲息地，保護鳥類免受偷蛋者和干擾之外，尚不確定還能採取哪些措施來保護該物種。

## 進一步閱讀
Vinicombe, Keith (2005) ID in depth: Marsh Warbler Birdwatch 155:30-32

## 外部連結
- 英國鳥類學信託基金會頁面 （页面存档备份，存于）
- 英國國家行動計劃 （页面存档备份，存于）
- 濕地葦鶯 - 南部非洲鳥類地圖集中的物種文本 （页面存档备份，存于）